# Berat Demirbuğa
Berat Demirbuğa (* 1. Januar 1997 in Adana) ist ein türkischer Fußballspieler.

## Karriere
Demirbuğa kam in Yüreğir, einem Stadtteil der südtürkischen Stadt Adana, auf die Welt. Hier begann mit dem Vereinsfußball in der Jugend von Adana Demirspor.
In der Rückrunde der Saison 2015/16 erhielt er hier einen Profivertrag, spielte aber weiterhin überwiegend für die Nachwuchsmannschaften. Trotzdem wurde er auch am Training der Profimannschaft von Demirspor beteiligt und gab schließlich am 2. Dezember 2015 in der Pokalbegegnung gegen Sivas Belediyespor sein Profidebüt.